# 野田哲造
野田 哲造（のだ てつぞう、1891年6月21日 - 1992年7月30日）は、日本の銀行家、経営者。住友銀行社長兼会長を務めた。

## 経歴
三重県津市出身。旧制津中学、旧制一高を経て1915年に東京帝国大学法学部政治科を卒業し、同年に住友銀行に入行。
常務、専務、副社長などを歴任し、1945年から財閥解体後に初めて社長兼会長に就任したが、公職追放の拡大により、その影響が出ることを恐れ、1947年2月に退任。
大阪銀行協会会長、大阪商工会議所監事、レンゴー相談役、武田薬品工業顧問なども歴任した。
1965年11月に勲三等旭日中綬章を受章。
1992年7月30日、急性心不全のために死去。101歳没。